# 200-kroneseddel
200-kronesedlen er en relativ ny pengeseddel-værdi, der er udstedt i Skandinavien og Færøerne. Det er den andenstørste seddel i Danmark.
Baggrunden for at indføre en 200-kroneseddel var, at prisudviklingen havde medført, at 200-kronesedlen ville kunne anvendes til mange daglige indkøb og dermed lette betalingsafviklingen. 200-kronesedlen har i nogen udstrækning fortrængt 100-kronesedlen, idet hver 200-kroneseddel, der er udsendt, har erstattet én 100-kroneseddel fra omløbet.
200-kronesedlen tegner sig for lidt over 7 pct. af seddelomløbet i Danmark.

## Udbredelse
I 1994 indførte Norges Bank som de første en 200-kroneseddel. Motivet er fysikeren Kristian Birkeland, der forskede i nordlyset. Sedlen er stadig i cirkulation. I 1997 fulgte Danmark trop med en 200-kroneseddel, der indledte 1997-serien. Først i 2003 udstedte den færøske Landsbank en 200-krónurseddel med humleæderen Hepialus humuli (natsværmer).
I oktober 2015 sender Sveriges Riksbank de første 200-kronorssedler på gaden, med Ingmar Bergman på forsiden, og Gotland på bagsiden.

## Serier og motiver

### 2009-serien
Den 19. oktober 2010 blev 200-kronesedlen udsendt i en ny udgave, som en del af opdateringen mellem 2009 og 2011 af alle danske pengesedler.
Sedlen er, som de øvrige sedler i den nye serie, designet af kunstneren Karin Birgitte Lund. På forsiden optræder Knippelsbro, og på bagsiden er Bæltepladen fra Langstrup afbilledet sammen med et kort over det østlige sjælland, med placeringerne for broen og fundet af bæltepladen markeret med cirkler.

### 1997-serien
200-kronesedlen optrådte første gang i 1997. Den 9. april 2003 blev sedlen opgraderet med blandt andet hologram og fluorescerende farver.
Sedlen havde et portræt af skuespilleren Johanne Luise Heiberg på forsiden, og bagsiden var inspireret af en løve fra en apsis på Viborg Domkirke.